# Karate la Jocurile Olimpice de vară din 2020 - kata (feminin)
Proba de karate kata feminin de la Jocurile Olimpice de vară din 2020 de la Tokyo a avut loc la data de 5 august 2021, la Nippon Budokan.

## Program
Orele sunt ora Japoniei (UTC+9) 
| Data                  | Timp                    | Etapă                                                                     |
| --------------------- | ----------------------- | ------------------------------------------------------------------------- |
| Vineri, 5 august 2021 | 10:00 11:25 19:30 19:50 | Etapa eliminatorie Meciuri pentru clasament Meciuri pentru locul 3 Finala |

## Rezultate

### Grupe

#### Grupa A
| Sportivă                    | Primul kata | Al 2-lea kata | Avg.  | Loc | Al 3-lea kata | Loc          | Calificare                     |
| --------------------------- | ----------- | ------------- | ----- | --- | ------------- | ------------ | ------------------------------ |
| Sandra Sánchez (ESP)        | 27,26       | 27,60         | 27,43 | 1 C | 27,86         | 1 C          | Meciul pentru medalia de aur   |
| Grace Lau (HKG)             | 25,68       | 26,62         | 26,15 | 2 C | 26,40         | 2 c          | Meciul pentru medalia de bronz |
| Sakura Kokumai (USA)        | 25,42       | 26,08         | 25,75 | 3 C | 25,54         | 3 c          | Meciul pentru medalia de bronz |
| Jasmin Jüttner (GER)        | 24,42       | 24,16         | 24,29 | 4   | Nu a avansat  | Nu a avansat | Nu a avansat                   |
| Puleksenija Jovanoska (MKD) | 23.,80      | 24,00         | 23,90 | 5   | Nu a avansat  | Nu a avansat | Nu a avansat                   |

#### Grupa B
| Sportivă                | Primul kata | Al 2-lea kata | Avg.  | Loc | Al 3-lea kata | Loc          | Calificare                     |
| ----------------------- | ----------- | ------------- | ----- | --- | ------------- | ------------ | ------------------------------ |
| Kiyou Shimizu (JPN)     | 27,40       | 28,00         | 27,70 | 1 C | 27,86         | 1 C          | Meciul pentru medalia de aur   |
| Viviana Bottaro (ITA)   | 25,54       | 25,60         | 25,57 | 2 C | 26,46         | 2 c          | Meciul pentru medalia de bronz |
| Dilara Bozan (TUR)      | 24,46       | 25,06         | 24,76 | 3 C | 25,78         | 3 c          | Meciul pentru medalia de bronz |
| Alexandra Feracci (FRA) | 24,32       | 24,48         | 24,40 | 4   | Nu a avansat  | Nu a avansat | Nu a avansat                   |
| Andrea Anacan (NZL)     | 23,46       | 23,78         | 23,62 | 5   | Nu a avansat  | Nu a avansat | Nu a avansat                   |

### Meciurile pentru medalia de bronz
| Grace Lau (HKG) | 26,94 - 26,52 | Dilara Bozan (TUR) |
| --------------- | ------------- | ------------------ |
|                 |               |                    |

| Sakura Kokumai (USA) | 25,40 - 28,48 | Viviana Bottaro (ITA) |
| -------------------- | ------------- | --------------------- |
|                      |               |                       |

### Meciul pentru medalia de aur
| Sandra Sánchez (ESP) | 28,06 - 27,88 | Kiyou Shimizu (JPN) |
| -------------------- | ------------- | ------------------- |
|                      |               |                     |